# Joseph von Beck
Joseph von Beck (ur. 9 lutego 1815 w miejscowości Budeč na Marawach, zm. 8 października 1887 w Währing) – austriacki prawnik, nauczyciel, historyk anabaptyzmu, sędzia austriackiego sądu najwyższego.
Urodził się na Morawach w średniozamożnej rodzinie. W latach 1835-1840 studiował prawo na Uniwersytecie Wiedeńskim uzyskując w 1846 doktorat. Po ukończeniu studiów prawniczych nauczał prawo jako nauczyciel i pracował w sądownictwie. Karierę zakończył jako sędzia sądu najwyższego, a tytuł szlachecki od cesarza Franciszka Józefa otrzymał na dwa dni przed swoją śmiercią.
Oprócz zajęć sądowych interesował się historią. Pracując w Bratysławie prowadził kwerendę archiwalną na temat huterytów, w wyniku której zgromadził znaczą ilość unikatowych materiałów na temat tej społeczności i zasłużył się wydaniem materiałów źródłowych o ich dziejach w Europie. Archiwalna działalność Becka okazała się nieoceniona dla historyków reformacji, a po śmierci jego zbiory zostały wykorzystane przez Johanna Losertha.
Na ziemiach polskich znany był jego podręcznik „Logiki” w przeróbce Wasyla Ilnickiego – ukraińskiego dyrektora gimnazjum akademickiego we Lwowie i prezesa Ruskiego Towarzystwa Pedagogicznego.